# Kulautuva

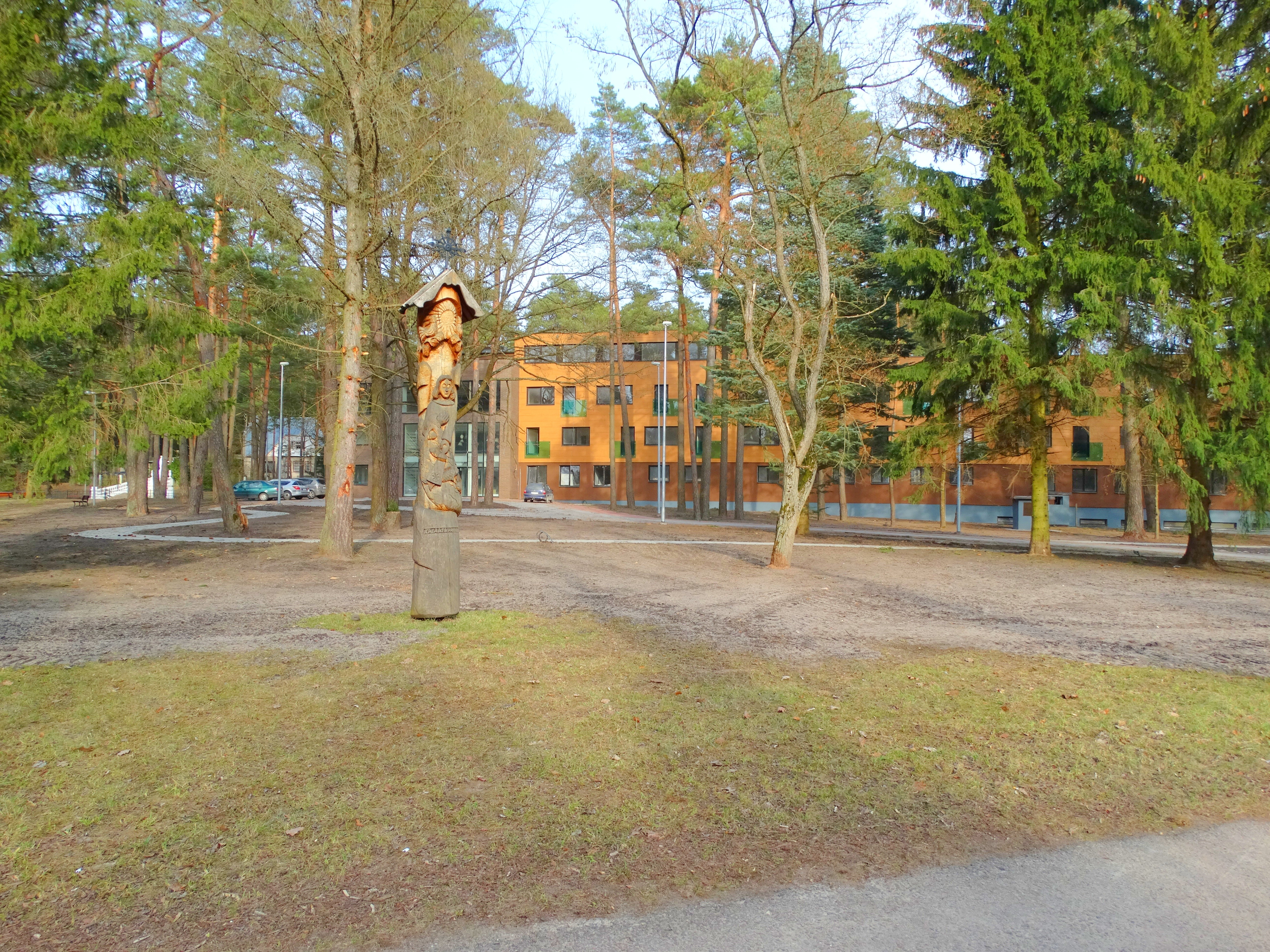
Krankenhaus für Rehabilitation

Kulautuva ist ein miestelis (Städtchen) und mittellitauisches Kurortgebiet in der Rajongemeinde Kaunas im gleichnamigen Bezirk in Litauen. Die Ortschaft liegt knapp 19 Kilometer östlich von der zweitgrößten litauischen Stadt Kaunas am Ufer des Flusses Nemunas.

## Geschichte
Der Ort wurde erstmals 1364 in den Chroniken von Wigand von Marburg unter dem Namen Kalanten erwähnt. Andere Namen für den Ort waren Galanten (1370) und Golanten (1372). Der heutige Name Kulautava ist seit dem 19. Jahrhundert im Gebrauch. 1933 wurde er unter der Ägide von Vytautas Augustauskas (1882–1944) ein Kurort.

## Kurort
Anfang des 20. Jahrhunderts wurde Kulautuva zum populären Sommerurlaubsort. Man baute Sommerhäuser und Villa. 1927 gab es 3000 und 1929 schon 7000 Sommerurlauber. Am 21. April 1933 wurde Kulautuva offiziell als ein Kurort anerkannt. Man grub einen Stausee aus. 1946 gründete man das Sanatorium für Tuberkulose statt eines Erholungsheims und eine Sanatoriumsschule. 2021 baute man die Trinkhalle Kulautuva mit dem Mineralwasser.
Es gibt einen Kurweg, einige Wanderwege, Radwege, einen Strand, eine Wasserskianlage, einen Kai mit Schifffahrten nach Kaunas.

## Bevölkerung
Der Ort hatte bei der Volkszählung von 2021 eine Einwohnerzahl von 1393 Personen, darunter 651 Männer und 742 Frauen.
| Jahr | Einwohnerzahl |
| ---- | ------------- |
| 1959 | 1022          |
| 1989 | 1303          |
| 2001 | 1367          |
| 2011 | 1425          |
| 2021 | 1393          |

## Bilder

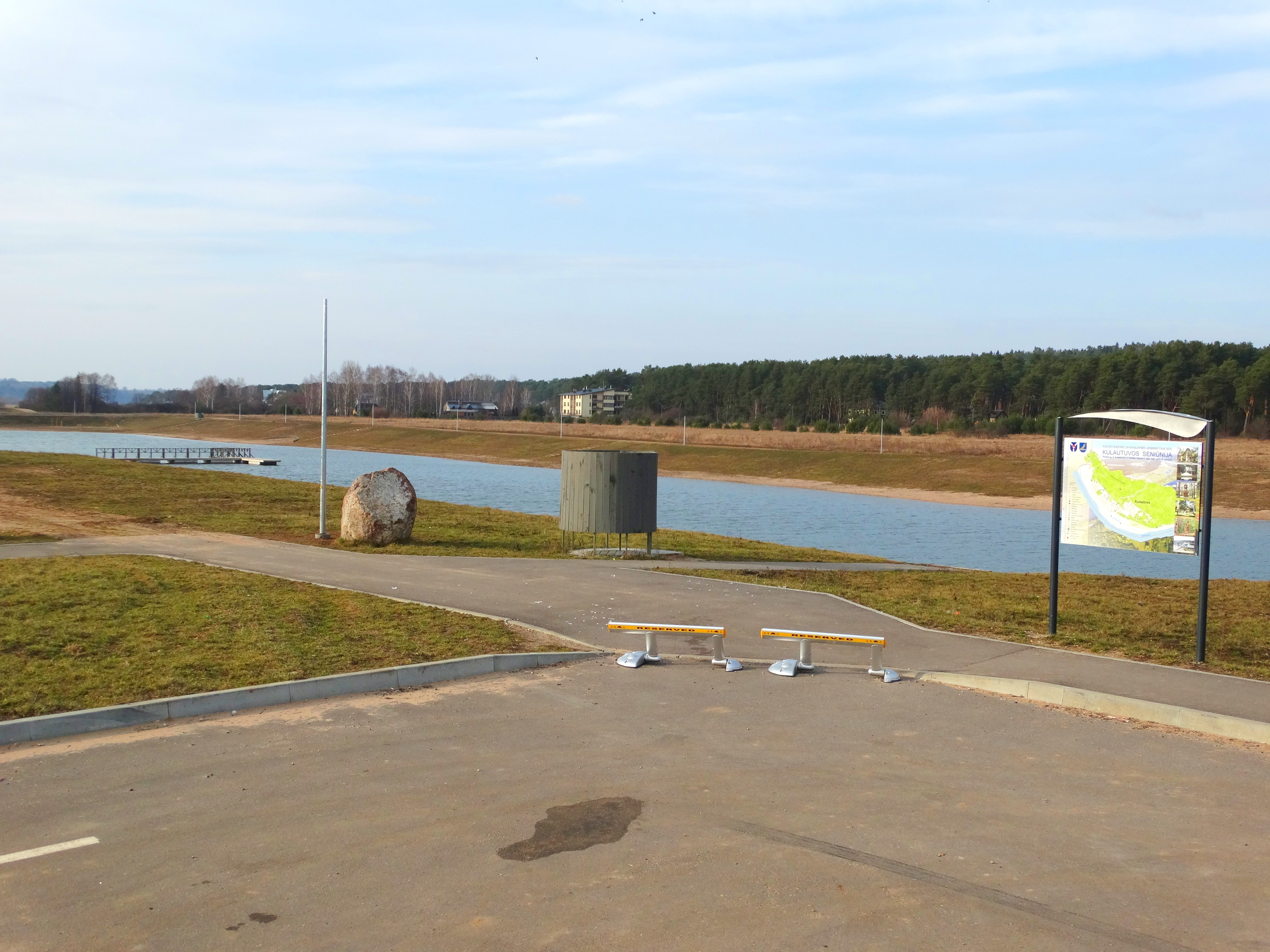
Ufer des Nemunas
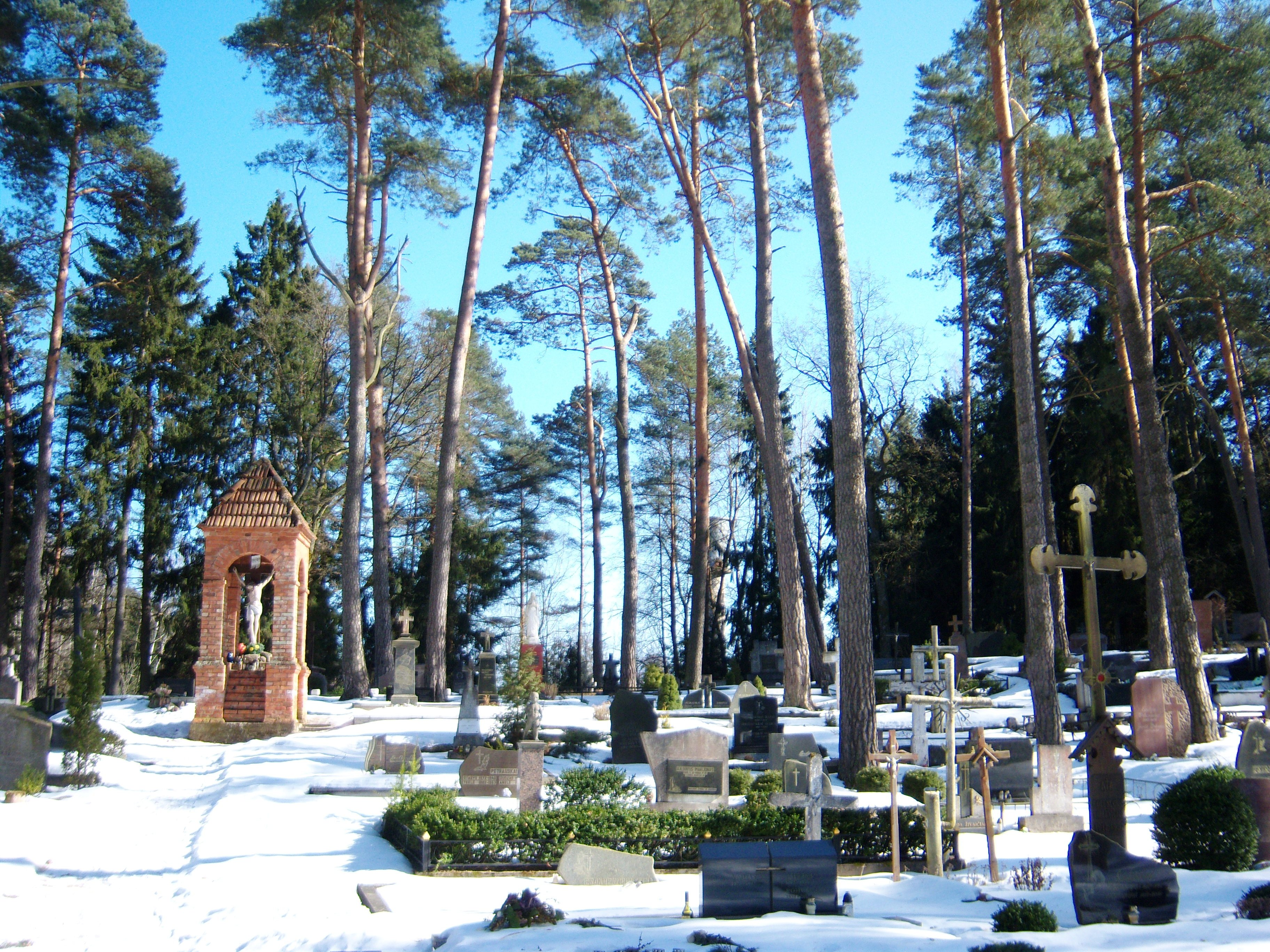
Friedhof
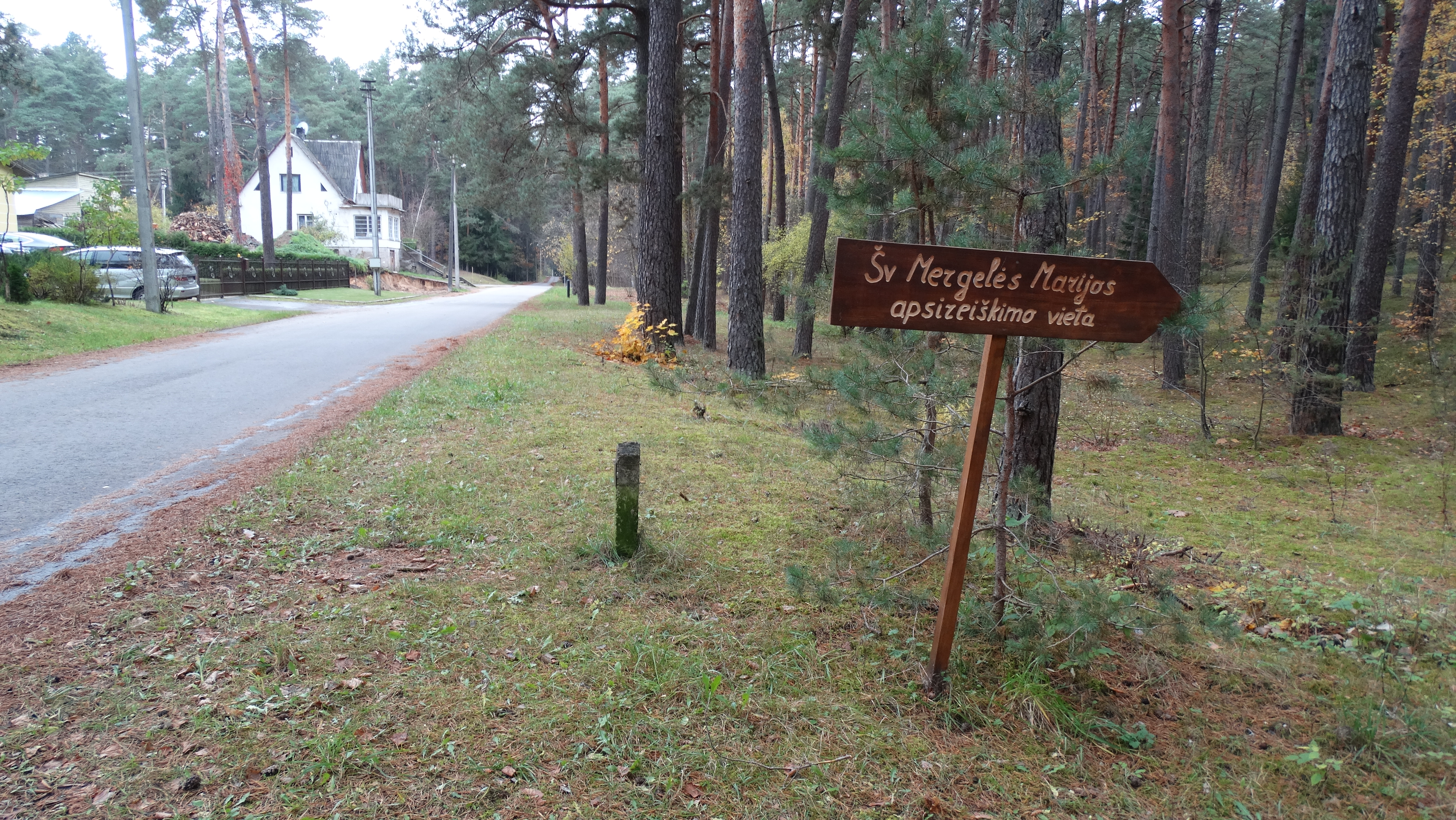
Waldgebiet